# Modulgarbe
Eine Modulgarbe über einem geringten Raum ist in der Mathematik eine Verallgemeinerung des Begriffs eines Moduls über einem Ring.

## Definition
Es sei {\displaystyle (X,{\mathcal {O}}_{X})} ein geringter Raum (es ist also {\displaystyle X} ein topologischer Raum und {\displaystyle {\mathcal {O}}_{X}} eine Garbe von Ringen über {\displaystyle X}). Eine Garbe {\displaystyle {\mathcal {F}}} von abelschen Gruppen über {\displaystyle X} heißt eine {\displaystyle {\mathcal {O}}_{X}}-Modulgarbe (oder auch Garbe von {\displaystyle {\mathcal {O}}_{X}}-Moduln) wenn für jedes offene {\displaystyle U\subset X} die abelsche Gruppe {\displaystyle {\mathcal {F}}(U)} ein {\displaystyle {\mathcal {O}}_{X}(U)}-Modul ist und die Strukturhomomorphismen von {\displaystyle {\mathcal {F}}} und {\displaystyle {\mathcal {O}}_{X}} verträglich sind.